# Canción (Literatur)
Das Canción (Plural: Cancións, von spanisch canción, f., Plural: canciones) ist eine lyrische Gedichtform der spanischen Literatur des Mittelalters. Es ist ein vergleichsweise kurzes Gedicht, dessen Thema meist die Liebe ist, das aber auch die Religion oder ähnliche Bereiche umfassen kann. Sein Stil ist von einem achtsilbigen Vers und regulärem, konsonantem Reim geprägt, so dass es nur eingeschränkte metrische Möglichkeiten gibt. Als Gattung hat das Cancíon eine große Tradition sowohl in anderen Literatursprachen des Mittelalters als auch im Latein der Zeit. Vor allem die galizisch-portugiesischen cantigas de amor werden als ihre Vorgänger betrachtet.
Bekannte Cancións kann man bei Marqués de Santillana oder Jorge Manrique finden. 